# Lago Băneasa
Il lago Băneasa (in romeno: lacul Băneasa) è un lago artificiale costruito lungo il corso del fiume Colentina, a Bucarest, all'interno del quartiere di Băneasa nel Settore 1, situato tra il lago Grivița a monte e il lago Herăstrău a valle.
Ha una superficie di 40 ha, una lunghezza di 3 km, una larghezza compresa tra 50-400 m e una profondità di 1-3 m, volume di 600.000 m³ e una portata di 2,5 m/.

## Storia
La nascita del lago si inserisce nel contesto dei lavori eseguiti negli anni 1932-1937 per la creazione del Parco Herăstrău e dell'intera area verde a nord della Capitale, sotto il regno di Sua Maestà il Re Carlo II di Romania e la direzione dell'ingegnere Nicolae Caranfil. All'ingresso del Museo del villaggio di Bucarest, una targa commemorativa ricorda i grandi lavori idrotecnici che furono realizzati.